# Ravine Fontaine
La Ravine Fontaine, ou Ravine de la Fontaine, est une ravine de l'île de La Réunion, département d'outre-mer français dans le sud-ouest de l'océan Indien. Le cours d'eau intermittent, qui y a son lit, coule d'est en ouest sur le territoire de la commune de Saint-Leu.